# 李元清
李元清，五代十国南唐官员，濠州人。
后周攻打淮南，李元清之父聚鄉里義士，以紙作鎧，號「白甲軍」，與官軍同守濠州水寨。兵败，李元清迁居金陵。他奔走能追上馬匹，常步行到汴京、洛阳探听消息。南唐後主李煜嗣位，因吉州永新與湖南聯境，命李元清為永新制置使。他數月一次托病不坐衙，微服进入湖南境内，没人知道。敵人動静，李元清率先得知。治境多年，邊境安稳。李元清奏請百姓夏天納帛一疋，折錢一貫，每年收税十餘萬數，轉運入金陵。南唐灭亡，以故官入汴京，李元清发誓不仕二國，自稱失明。揮刃將頸，也不眨眼，于是放歸濠州，去世。